# Nécropole de Monte Abatone

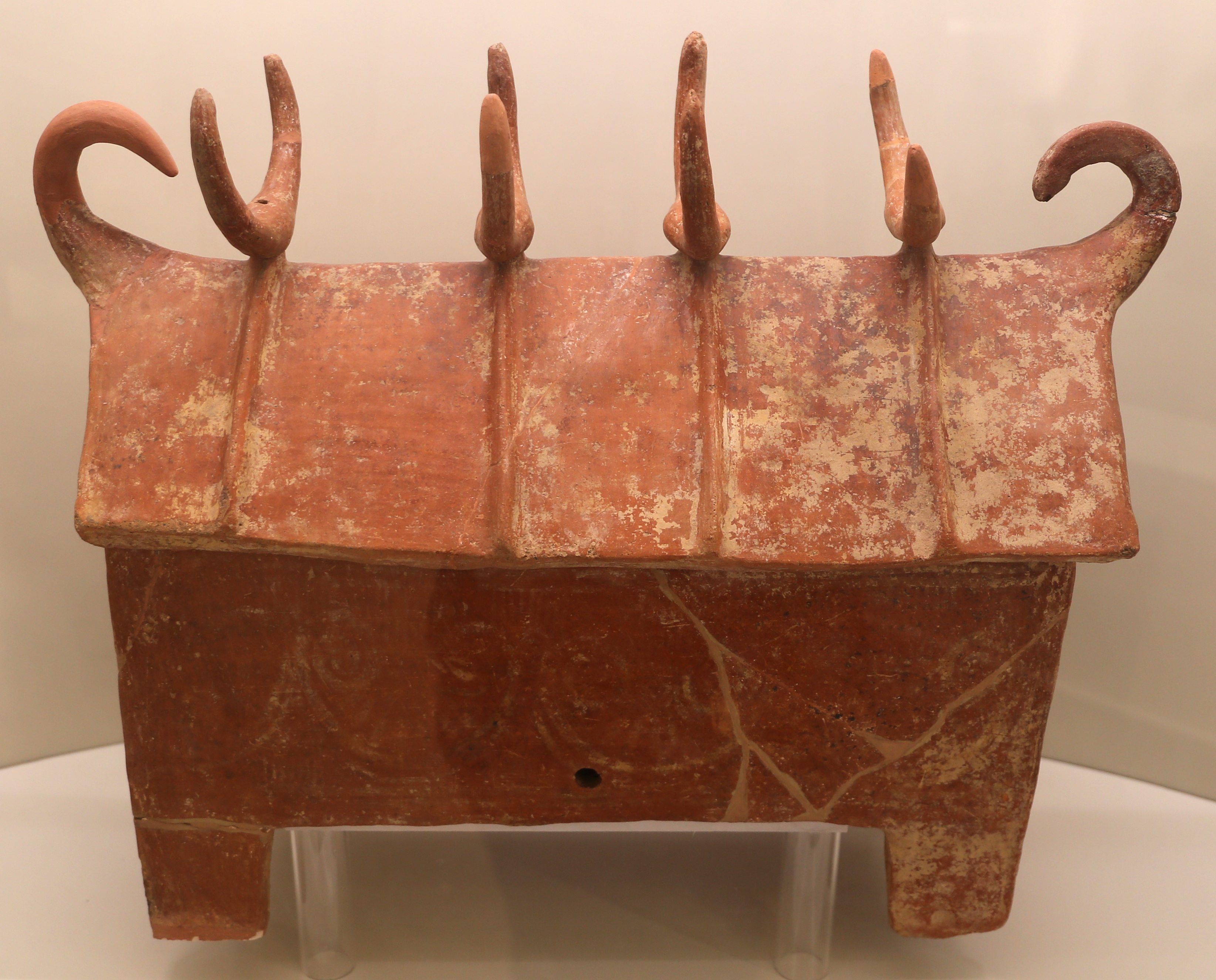
Urne funéraire dite «calabrèse», tombe 149 du Mont Abatone

La nécropole de Monte Abatone  (en italien : Necropoli di Monte Abatone) est une nécropole antique étrusque proche de la ville de Cerveteri en Italie.

## Archéologie
De cette nécropole qui date du VIIe siècle av. J.-C. il ne reste malheureusement que peu de choses.
Des tumuli et des tombes ont été retrouvés, creusés dans la roche, notamment le tumulo Campana du nom de l'archéologue qui l'a découverte en 1843  et dont la chambre funéraire comportait des fresques étrusques ainsi que la Tomba Torlonia découverte en 1943.

## Galerie

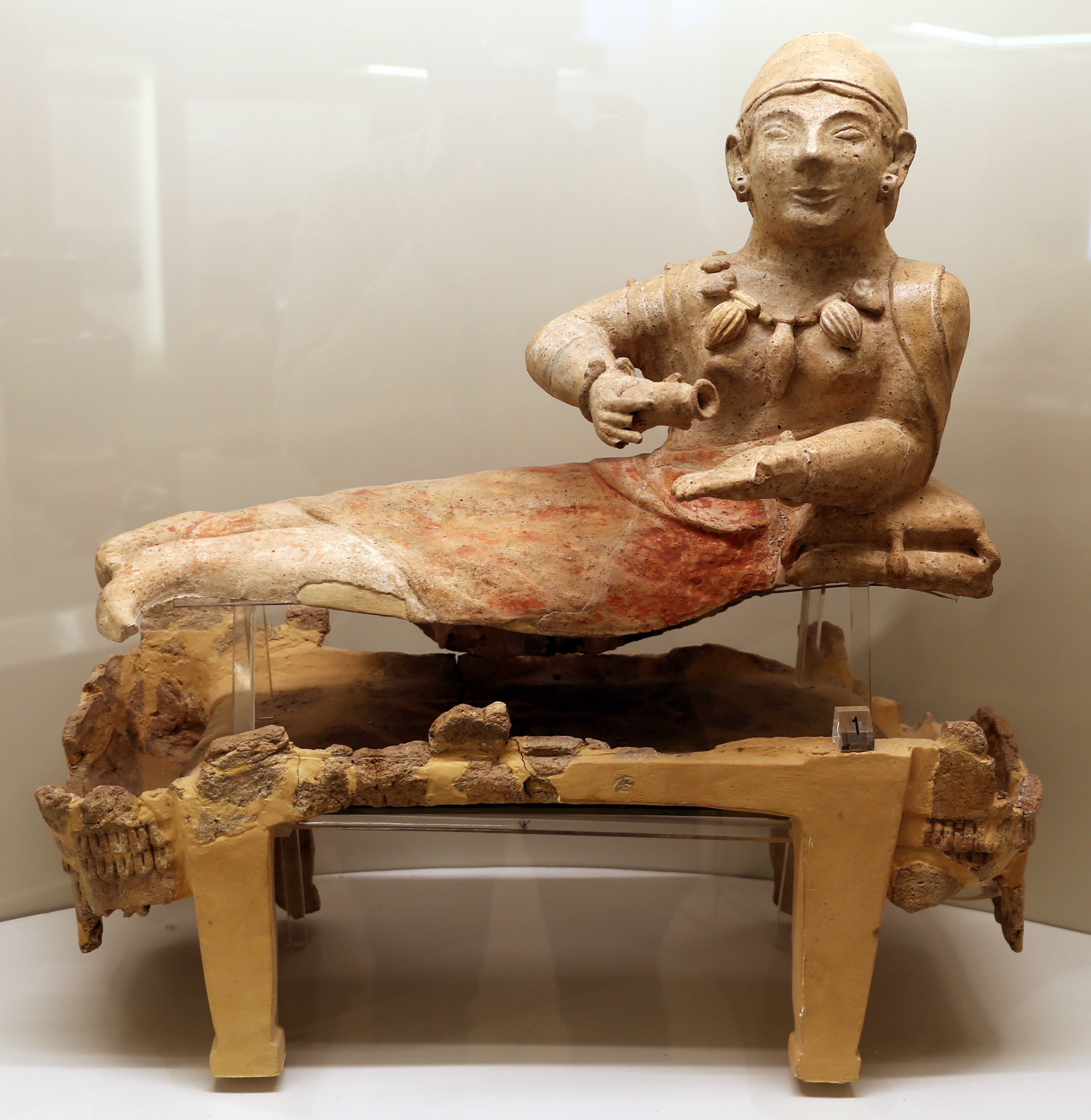
«Dame allongée», production étrusque, v. 550 av. notre ère ;
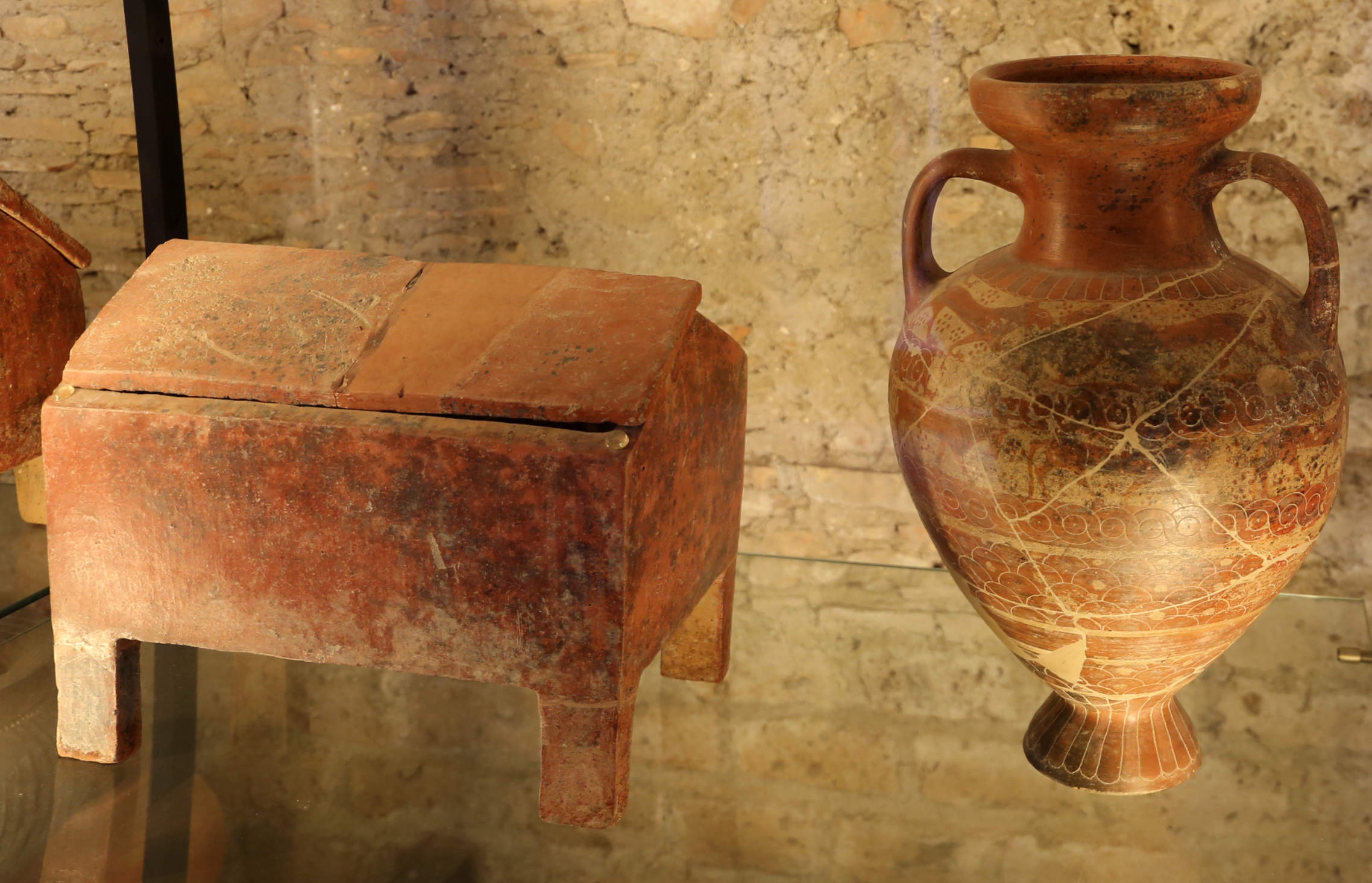
Urne en forme de maison et poterie, tombe 123, v. 600 av. ;
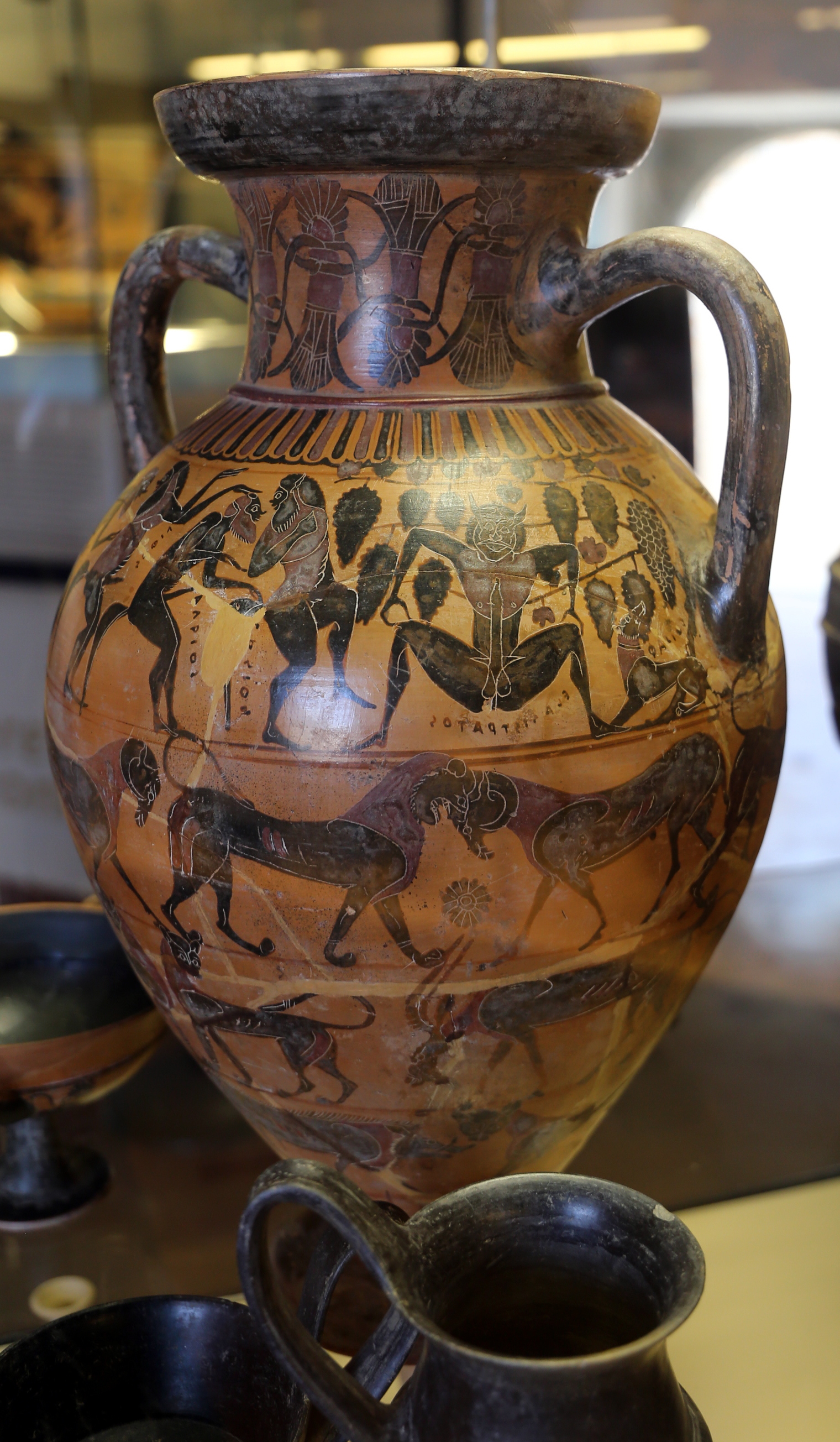
amphore «tirrénienne», v. 560 av. tombe 207.

## Tombes
- Tumulo Campana
- Tomba Torlonia